# Castelraimondo
Castelraimondo (im lokalen Dialekt: Castelrimonno) ist eine italienische Gemeinde (comune) mit 4360 Einwohnern (Stand 31. Dezember 2023) in der Provinz Macerata in den Marken. Die Gemeinde liegt etwa 33,5 Kilometer westsüdwestlich von Macerata am Potenza. Castelraimondo ist Teil der Comunità montana Alte Valli del Potenza e Esino.

## Verkehr
Von 1906 bis 1956 bestand die Eisenbahnlinie Castelraimondo-Camerino. Der heutige Bahnhof von Castelraimondo an der Bahnstrecke von Civitanova Marche nach Fabriano trägt auch den Namen der Nachbargemeinde. Durch den Ort führen die frühere Strada Statale 361 Septempedana sowie die frühere Strada Statale 256 Muccese (beides heute Provinzstraßen).

## Sport
Castelraimondo war Etappenort der Tirreno–Adriatico 2011.